# Michael Lewis (Rennfahrer, 1959)

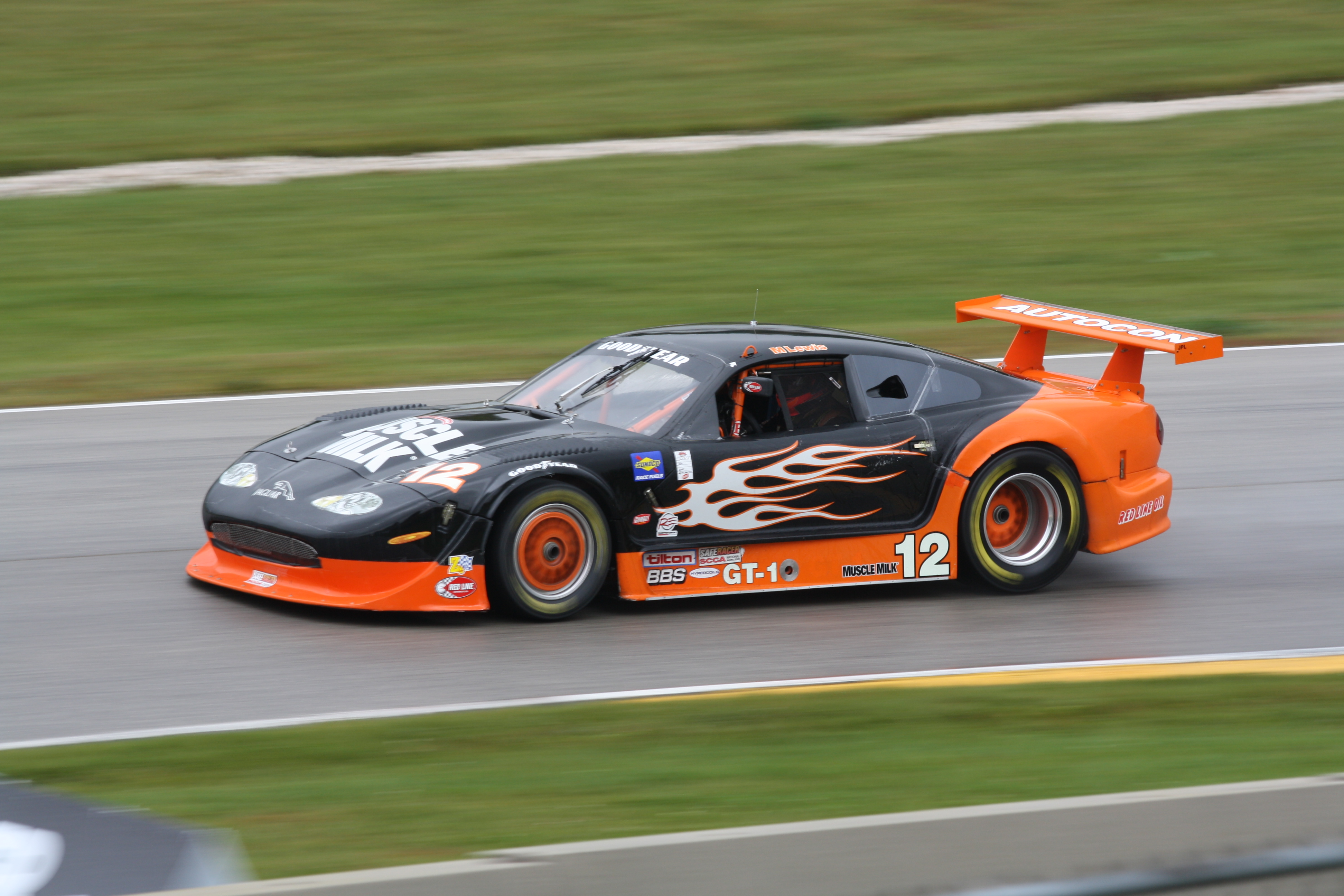
Der von Michael Lewis 2011 gefahrene Jaguar XKR

Michael Edward „Mike“ Lewis (* 12. November 1959 in Bayshore) ist ein ehemaliger US-amerikanischer Autorennfahrer und Rennstallbesitzer.

## Karriere als Rennfahrer
Michael Lewis war in den 1980er- und 1990er-Jahren ein bekannter Fahrer in der nordamerikanischen Touren- und Sportwagenszene. In den 28 Jahren von 1992 bis 2020 gewann er neun SCCA National Championships.
Er startete mehrmals beim 24-Stunden-Rennen von Daytona und dem 12-Stunden-Rennen von Sebring, wo seine beste Platzierung der siebte Gesamtrang 2004 war. Seine beiden Teilnahmen beim 24-Stunden-Rennen von Le Mans endeten nach Ausfällen vorzeitig. Unter dem Namen Autocon Motorsports betrieb Michael Lewis viele Jahre lang einen eigenen Motorsport-Rennstall.

## Statistik

### Le-Mans-Ergebnisse
| Jahr | Team                  | Fahrzeug      | Teamkollege   | Teamkollege   | Platzierung | Ausfallgrund    |
| ---- | --------------------- | ------------- | ------------- | ------------- | ----------- | --------------- |
| 2008 | Autocon Motorsports   | Creation CA07 | Bryan Willman | Chris McMurry | Ausfall     | Unfall          |
| 2010 | Michael Lewis Autocon | Lola B06/10   | Bryan Willman | Tony Burgess  | Ausfall     | Getriebeschaden |

### Sebring-Ergebnisse
| Jahr | Team                   | Fahrzeug              | Teamkollege   | Teamkollege   | Platzierung | Ausfallgrund    |
| ---- | ---------------------- | --------------------- | ------------- | ------------- | ----------- | --------------- |
| 2003 | American Spirit Racing | Riley & Scott Mk IIIC | Tomy Drissi   | Guy Cosmo     | Rang 12     |                 |
| 2004 | Autocon Motorsports    | Riley & Scott Mk IIIC | Tomy Drissi   | Vic Rice      | Rang 7      |                 |
| 2005 | Autocon Motorsports    | Riley & Scott Mk IIIC | Tomy Drissi   | Bryan Willman | Ausfall     | Getriebeschaden |
| 2006 | Autocon Motorsports    | MG-Lola EX257         | Chris McMurry | Bryan Willman | Ausfall     | Mechanik        |
| 2007 | Autocon Motorsports    | MG-Lola EX257         | Chris McMurry | Bryan Willman | Rang 20     |                 |